# Geville
Geville is een gemeente in het Franse departement Meuse in de regio Grand Est en telt 623 inwoners (2016). De gemeente maakt deel uit van het arrondissement Commercy

## Geschiedenis
De gemeente is op 1 januari 1973 gevormd door de fusie van de toenmalige gemeenten Corniéville,  Gironville-sous-les-Côtes en Jouy-sous-les-Côtes. De hoofdplaats van de fusiegemeenten werd Jouy-sous-les-Côtes.

## Geografie
De oppervlakte van Geville bedraagt 34,1 km², de bevolkingsdichtheid is 17,7 inwoners per km².
De onderstaande kaart toont de ligging van Geville met de belangrijkste infrastructuur en aangrenzende gemeenten.

## Demografie
Onderstaande figuur toont het verloop van het inwonertal (bron: INSEE-tellingen).

Boncourt-sur-Meuse · Chonville-Malaumont · Commercy · Euville · Frémeréville-sous-les-Côtes · Geville · Girauvoisin · Grimaucourt-près-Sampigny · Lérouville · Mécrin · Pont-sur-Meuse · Saint-Julien-sous-les-Côtes · Vadonville · Vignot
1. ↑  Populations de référence 2022.